# Важик, Адам
Адам Важик (пол. Adam Ważyk, наст. фамилия Вагман; 17 ноября 1905, Варшава — 13 августа 1982, Варшава) — польский поэт, прозаик и переводчик, редактор.

## Биография
Родился в польской еврейской интеллигентной семье в Варшаве. Учился на факультете математики Варшавского университета (с 1924).
Дебютировал в 1922 году в журнале «Skamander». Сотрудник литературного журнала «Zwrotnica», редактор «Альманаха Нового Искусства» (1924—1925). Член литературной группы «Краковский авангард». Авангардный польский поэт, его связывают с ранним сюрреализмом. Один из инициаторов изменений в польском стихосложении в межвоенном двадцатилетии (сб. стихов «Semafory» (1924) и «Oczy i usta» (1926), «Człowiek w burym ubraniu» (1930), а также повесть «Latarnie świecą w Karpowie» (1933)). Это был отказ от рифмы и константного ритма, широкое использование анжамбемана, избавление от точек и запятых, совершенствование поэтической фразы при помощи акцентов внутри стоп. Более традиционны его средства в психологической и бытовой повести «Mity rodzinne» (1938; 1954; все — Варшава).
Участник политических дискуссий в кругу левой польской интеллигенции. Приветствовал присоединение восточных польских земель к СССР, посвятив этому стихотворение «Радость советская», в котором актуальная идеология сочетается с характерной техникой авангардного стиха (пер. на русский язык М. Цветаевой):
Мало радостных слов нам оставило прошлое наше

Отдадимте ж уста настоящего радостным гудам

Жаждет радость советская звуков как полная чаша

Да пробьется на свет красота

что в забитых народах веками лежала под спудом

Извлекайте ж народы

ваших пашен слова трудовые

ваших песен слова хоровые

молодые слова

оды

развернувшейся долгим о!

Песни юношей в море

Да участвует в хоре

бодрой юности торжество

Есть прекрасные звуки

Сколько зим они втайне

простояли в гортани

жен под черной чадрой

В море сброшены чадры

и не высохли руки!

Лижет львом прирученным

вольным вольные руки

вал впервые зеленый

пеной белой впервой

Но тех звуков прекрасней

звук дыхания: ах!

в час как счастья избыток

проступает в слезах…
«Важик был низкого роста, очень уродливый, так что его называли „Важик-безображик“, но красивые женщины находили в нём другие достоинства. До войны я был знаком с его очаровательной женой Гизой, которую затем встретил в Кракове во время оккупации, в 1941 году.».
После начала Второй мировой войны в 1939 г. в СССР (Львов. Выступал как публицист, сотрудничал с газетой «Czerwony Sztandar». Перевел ряд стихов для сборника «Wiersze wybrane» П. Тычины (Киев; Львов, 1941). Входил в состав группы польских переводчиков произведений И. Франко, выход которых планировался в 1941 г. в 5 томах. Член Союза писателей Украины. В 1942-43 гг. работал на польской радиостанции (Самара, Саратов). С 1943 года член Союза польских патриотов. Комиссар 1-й армии Войска Польского. Издал сборник стихов на военную тематику «Serce granatu» (Moskwa, 1943; Lublin, 1944).
В послевоенной Польше генеральный секретарь Союза польских писателей, сотрудник культурных журналов «Odrodzenie», «Kuźnica», «Nowa Kultura», член ПОРП. Был главным редактором литературного журнала «Twórczość». Среди польских писателей главный сторонник и пропагандист соцреализма. Получил в литературных кругах прозвище «терроретик».
«Позднее он объяснял этот этап своей жизни просто: „Я спятил“».
После 1955 года изменил свои взгляды и выступил против социализма и соцреализма. В 1955 году написал «Поэму для взрослых» («Poemat dla dorosłych i inne wiersze» Warszawa, 1956), в которой критиковал последствия сталинизма в Польше. Несмотря на цензурные запреты, она ходила в списках и стала провозвестницей польской Октябрьской революции 1956 года. В 1957 году вышел из компартии. В последующие годы неоднократно подписывал различные послания правительству в защиту гражданских прав и свобод. В поэме «Labirynt», повести «Epizod» (обе — 1961), литературной автобиографии «Kwestia qustu» (1966), сборниках стихов «Wagon» и «Zdarzenia» (обе — 1977) и ряде очерков в сборнике «Eseje literackie» (1982; все — Варшава) обращался к опыту и анализу поэтики раннего творчества.
Занимался переводами. Переводил французских поэтов (Рембо, Апполинера, Арагона, Элюара, Блеза Сандрара, Жерара де Нерваля, Макса Жакоба), Пушкина («Евгений Онегин»), Маяковского («Владимир Ильич Ленин» и др.), Горация.
Похоронен на кладбище «Воинское Повонзки» в Варшаве.
Его брат — актёр, кинорежиссёр и киновед Леон Тристан.

## Награды
- Орден «Знамя Труда» II класса (1949).
- Государственная премия ПНР 2-й степени (1953).